# Liivasäär
Liivasäär ist eine unbewohnte Insel, 1,8 Kilometer von der größten estnischen Insel Saaremaa entfernt. Die Insel liegt in der Landgemeinde Saaremaa im Kreis Saare. Sie liegt im Kahtla-Kübassaare hoiuala.
Liivasäär ist 350 Meter lang und 20 Meter breit.